# سیدکلا (بابل)
سیدکلا (بابل)، روستایی از توابع بخش بابل‌کنار شهرستان بابل در استان مازندران ایران است.

## جمعیت
این روستا در دهستان بابل‌کنار قرار دارد و براساس سرشماری مرکز آمار ایران در سال ۱۳۸۵، جمعیت آن ۸۶۵ نفر (۲۴۱خانوار) بوده‌است.